# Apple S1
L'Apple S1 és l'ordinador integrat a l'Apple Watch, i Apple Inc la descriu com a "System in Package" (SiP).

Es diu que Samsung és el principal proveïdor de components clau, com ara la memòria RAM i l'emmagatzematge flash NAND, i el conjunt en si, però els primers desmuntatges revelen RAM i memòria flaix de Toshiba i Micron Technology.

## Disseny de sistema en paquet
Utilitza un processador d'aplicacions personalitzat que juntament amb la memòria, l'emmagatzematge i els processadors de suport per a la connectivitat sense fils, sensors i E/S constitueixen un ordinador complet en un sol paquet. Aquest paquet està ple de resina per a la durabilitat.

### Components
Des de l'enginyeria inversa, el processador que gestiona el Wi-Fi i el Bluetooth és un Broadcom BCM43342 i el giroscopi de sis eixos és de STMicroelectronics.
- Apple va dissenyar un processador d'aplicacions basat en ARMv7 de 32 bits APL0778 com a unitat de processament central (CPU), amb una unitat de processament de gràfics (GPU) PowerVR SGX543 integrada.
- 512 MB DRAM d'Elpida, cable connectat a la part superior de la CPU APL0778
- Controlador NFC de NXP
- Xip de reforç NFC d'AMS
- 8 Flash GB de SanDisk i Toshiba
- Xip de càrrega sense fil d'IDT
- Controlador tàctil d'ADI
- Giroscopi / acceleròmetre integrat de STMicroelectronics
- Xip combinat Wi-Fi / FM / BT BCM43342 de Broadcom
- Unitat de gestió d'energia (PMU) de Dialog Semiconductor

### S1P
El SiP d'Apple Watch Series 1 s'anomena S1P i sembla superficialment idèntic a l'S1, però en realitat és un S2 menys la funcionalitat GPS del xip. Conté la mateixa CPU de doble nucli amb les mateixes capacitats de GPU noves que l'S2, fent-lo aproximadament un 50% més ràpid que l'S1.